# Daraga
Daraga é um município de  primeira classe de renda municipal (d) na província Albay, nas Filipinas. De acordo com o censo de 1 de maio  de  2020 possui uma população de 133 893 pessoas e 30 777 domicílios.